# Liliana Palihovici
Liliana Palihovici (ur. 27 listopada 1971 w Horodiște w rejonie Călărași) – mołdawska polityk, nauczycielka i urzędniczka państwowa, od 25 kwietnia do 30 maja 2013 p.o. przewodniczącej Parlamentu Republiki Mołdawii, wiceprezes Partii Liberalno-Demokratycznej.

## Życiorys
W 1994 ukończyła historię na Państwowym Uniwersytecie Mołdawskim w Kiszyniowie. Kształciła się podyplomowo w zakresie lingwistyki stosowanej na tejże uczelni (1999) oraz stosunków międzynarodowych na akademii służby publicznej przy prezydencie Mołdawii (2003). Odbyła także kursy z zakresu zarządzania i polityki młodzieżowej m.in. w Harvard Kennedy School oraz podjęła studia doktoranckie. W latach 1993–1995 zatrudniona jako nauczycielka w jednej z kiszyniowskich szkół średnich, następnie zatrudniona jako specjalistka w ministerstwie edukacji. Od 2001 do 2003 kierowała jednym z departamentów resortu, następnie zatrudniona jako konsultantka i koordynatorka przy projektach Banku Światowego i UNICEF oraz kierownik grantów.
W latach 2007–2017 zajmowała stanowisko wiceprezes Partii Liberalno-Demokratycznej. W kwietniu 2009, lipcu 2009, 2010 i 2014 wybierana deputowaną Parlamentu Republiki Mołdawii, od grudnia 2010 pełniła funkcję jego wiceprzewodniczącej. Pomiędzy 25 kwietnia a 30 maja 2013 tymczasowo kierowała legislatywą po dymisji Mariana Lupu. W kwietniu 2017 zrezygnowała z działalności politycznej i odeszła z parlamentu. W tym samym roku została szefem organizacji pozarządowej Institutum Virtutes Civilis. W styczniu 2021 objęła funkcję specjalnej przedstawicielki przewodniczącego Organizacji Bezpieczeństwa i Współpracy w Europie ds. płci.
W 2014 odznaczona Orderem Republiki.

## Życie prywatne
Zamężna z Sergiu Palihovicim, byłym ministrem środowiska, ma dwoje dzieci.